# Philodendron millerianum
Philodendron millerianum là một loài thực vật có hoa trong họ Ráy (Araceae). Loài này được Nadruz & Sakur. mô tả khoa học đầu tiên năm 2008.